# Mary Shelley
Mary Wollstonecraft Shelley (rojena Mary Wollstonecraft Godwin), britanska pisateljica, * 30. avgust 1797, London, Anglija, † 1. februar 1851, London.
Znana je predvsem po romanu Frankenstein ali Sodobni Prometej.

## Življenje in ustvarjanje
Mary Shelley se je rodila leta 1797 staršema, ki sta bila v takratni angleški družbeno-politični javnosti dokaj znani osebnosti. Oče William Godwin, politični filozof in pisatelj, je bil nasprotnik družbenih institucij in kot tak eden od predhodnikov politične teorije anarhizma, njegova dela so bila priljubljena v krogu takratnih romantičnih ustvarjalcev. Mati Mary Wollstonecraft je bila pisateljica in feministična filozofinja, ena prvih zagovornic žensk in enakopravnosti med spoloma (delo Zagovor pravic ženske). Umrla nekaj dni po porodu, zato je Mary odraščala s starejšo polsestro Fanny Imlay (iz materinega razmerja z ameriškim diplomatom in poslovnežem Gilbertom Imlayjem). Leto po ženini smrti je Godwin kot poklon njenemu ustvarjanju izdal knjigo Spomini na avtorico Branjenja pravic žensk (Memoirs of the Author of A Vindication of the Rights of Woman, 1798), ker pa so spomini razkrili ženina razmerja in nezakonskega otroka, je izgubila naklonjenost številnih ljudi. Ko je imela Mary štiri leta, se je oče ponovno poročil, in sicer z Mary Jane Clairmont. Ta je v zakon pripeljala svoja dva otroka, pozneje pa sta imela skupaj še sina. Mary se ni razumela s krušno materjo. Godwinova sta se začela ukvarjati z založništvom, ker pa posel ni cvetel, se je začel oče zadolževati pri svojih filozofskih privržencih. V njihovem intelektualno bogatem in živahnem domu so pogosto gostili pisce in druge mislece; med drugim sta k njim zahajala romantična pesnika Samuel Taylor Coleridge in William Wordsworth. Mary ni imela formalne izobrazbe, a jo je doma poučeval oče in jo spodbujal k svojim radikalnim političnim stališčem, veliko pa je pridobila tudi s pogovori z intelektualci in misleci, ki so jih gostili. Mary je od malega rada brala, zelo zgodaj pa je začela tudi pisati. Domnevno je prvo objavo doživela pri desetih letih s pesmijo Mounseer Nongtongpaw, ki je izšla pri očetovi založbi.

#### Viharna zveza z romantičnim pesnikom Shelleyjem
Pri šestnajstih letih se je Mary Shelley zapletla s poročenim pesnikom Percyjem Bysshem Shelleyjem (eden od velike trojice mlajših angleških romantičnih pesnikov, v katero sodita še George Noel Gordon Byron in John Keats), ki je bil sicer iz bogate aristokratske družine, a se je zaradi radikalnih političnih stališč oddaljil od sorodnikov, prav tako pa se je čustveno odtujil od svoje takrat že noseče žene Harriet. Percey je obiskoval Godwina ter podpiral njegove ideje o ekonomski pravičnosti in pomoči prikrajšanim. Maryjin oče se ni strinjal z zvezo, kar je bilo zaradi njegovih naprednih liberalnih idej nenavadno, zato je Mary s pet let starejšim pesnikom pobegnila v Evropo, pridružila pa se jima je tudi njena krušna sestra Jane Clairmont (pozneje Claire). To jo je odtujilo od očeta, ki nekaj let ni govoril z njo. Trojica je potovala z malo sredstvi predvsem po Franciji, po vrnitvi v Anglijo pa sta se Shelleyjeva spopadala s finančnimi težavami, prizadela pa ju je tudi izguba prezgodaj rojene hčerke. Na Byronovo vabilo sta poleti preživela znane počitnice v Švici ob Ženevskem jezeru. Z njima je bila tudi Claire, poleg gostitelja Byrona pa še John William Polidori. Nekega deževnega dne se je druščina zabavala z branjem zgodb o duhovih in Byron je predlagal, naj se vsi preizkusijo v pisanju grozljivke o duhovih. Takrat je Mary napisala osnutek svojega najslavnejšega romana Frankenstein ali Sodobni Prometej.
Sledilo je viharno obdobje, Percyjeva žena je naredila samomor in par se je lahko poročil. Veliko sta brala in pisala, a še vedno so ju pestile finančne težave (Percy je večkrat bival zdoma, da se je izognil upnikom). Dobila sta dva otroka, Mary je objavila potopis o pobegu v Evropo History of a Six Weeks' Tour (1817), medtem ko je še naprej delala na svoji sloviti zgodbi o pošasti. Leta 1818 je Frankenstein izšel kot nov roman anonimnega avtorja. Ker je bilo delo posvečeno Godwinu in je Percy napisal spremno besedo, so mnogi sklepali, da je roman njegov. Knjiga je požela velik uspeh. Slabo zdravje, upniki in ogroženo skrbništvo nad otroki pa so botrovali, da se je družina Shelley preselila v Italijo. Par se je posvečal pisanju, branju, učenju, ogledom znamenitosti in druženju; Percy je spodbujal svojo ženo pri ustvarjanju in zapisal, da ima »neustavljivo divje in hkrati vzvišene občutke«. Italijansko pustolovščino je zasenčila smrt obeh njunih otrok, Mary pa je trpela tudi zaradi moževe nezvestobe. Rojstvo četrtega otroka, sina Percyja Florenca Shelleyja, in pisanje sta ji povrnila voljo do življenja. Leta 1822 je Percy pri tridesetih letih utonil v brodolomu v nevihti v Ligurskem morju.

#### Pisateljska kariera in urejanje moževe literarne zapuščine
Po moževi smrti se je štiriindvajsetletna Mary vrnila v London, nadaljevala pisateljsko kariero, se posvetila urejanju in promociji moževe literarne zapuščine ter vzgoji sina. Pisala je tudi zgodbe za ženske revije, nadaljevala materina feministična prizadevanja in pomagala ženskam, ki jih je družba potisnila na obrobje. O tem je zapisala: »Ne ponašam se in ne rečem na glas – glejte mojo velikodušnost in veličino uma, ker se v resnici preprosto le zavzemam za pravičnost.« Sin se ni podal v svet literarnega ustvarjanja in je po študiju bival pri materi. Po dedkovi smrti je podedoval baronski naziv in premoženje, kar je rešilo nenehne finančne stiske. Poročil se je z Jane Gibson in par je skupaj z Mary Shelley potoval po tujini. Pisateljica je po več letih slabega zdravja umrla v 53. letu starosti (domnevno) zaradi možganskega tumorja. Pokopana je v katedrali Svetega Petra v Bournemouthu, Grofija Dorset, kamor so prenesli tudi posmrtne ostanke moža in staršev.

## Literarna dela
V času svojega življenja je Mary Shelley uživala ugled "resne" pisateljice, čeprav so kritiki pogosto spregledali politično ost njenih spisov. Po smrti pa so jo dolgo poznali le kot avtorico Frankensteina, ženo Percyja Byssha Shelleyja ter hčerko Williama Godwina in Mary Wollstonecraft. Sin Percy Florence si je z ženo Jane prizadeval za priznanje materinega literarnega prispevka, zato je leta 1882 izdal zasebno urejeno zbirko pisem z naslovom Shelley and Mary. V 19. stoletju so gledali na Mary Shelley kot na avtorico enega romana in ne na profesionalno pisateljico. Šele v drugi polovici 20. stoletja so literarni kritiki analizirali in objavili večino njenega dela ter ga ustrezno ovrednotili.
- History of a Six Weeks' Tour (1817)

- Frankenstein ali Sodobni Prometej (1818) (edino delo, prevedeno v slovenščino)

- Mathilda (1819)

- Valperga or The Life and Adventures of Castruccio, Prince of Lucca (1823)

- Posthumous Poems of Percy Bysshe Shelley (1824)

- The Last Man (1826)

- The Fortunes of Perkin Warbeck (1830)

- Lodore (1835)

- Falkner (1837)

- The Poetical Works of Percy Bysshe Shelley (1839)

- Contributions to Lives of the Most Eminent Literary and Scientific Men (1835–39), part of Lardner's Cabinet Cyclopaedia

- Rambles in Germany and Italy in 1840, 1842 and 1843 (1844)

#### Frankenstein ali Sodobni Prometej
Kot že rečeno je Mary Shelley zasnovala roman Frankenstein na Byronovo pobudo na poletnih počitnicah v Švici. Takrat je imela devetnajst let, roman pa je izšel dve leti pozneje leta 1818 in velja za začetnika znanstvene fantastike. Kritiki in bralci so imeli različna mnenja, koliko je mož sodeloval pri zgodbi, sodobni literarni kritiki pa so na podlagi zapisov potrdili, da Percyjev prispevek pri romanu ni nič obsežnejši od običajnih uredniških in založniških posegov.
Vsebina: mladi švicarski znanstvenik Victor Frankenstein ustvari umetnega človeka, žal pa se izkaže, da je to nasilna pošast, ki umori pet oseb, ki so bile blizu znanstveniku. Kljub svoji surovosti pa je pošast predstavljena kot čuteče in trpeče bitje. Od svojega stvaritelja zaman zahteva podporo in odgovornost, kar je vzrok njenega nasilja. Ne umori ga, temveč mu prizadene duševne bolečine. Victor je na koncu prav tako osamljen, kot je osamljena pošast.
Roman je napisan v duhu gotskega romana, ki vsebuje elemente grozljivke in romantike. Pod vplivom eksperimentov Luigija Galvanija se ukvarja z uničujočo naravo moči, ki deluje kot svarilo pred človekovo predrznostjo in industrijsko revolucijo. Boj med pošastjo in njenim stvariteljem je spodbudil mnoge gledališke in filmske priredbe ter ostal trajni del popularne kulture. 

## Literarne teme in stili
William Godwin je hčerko od malega spodbujal k pisanju in že kot otrok je pisala zgodbe. Kot pozneje zapiše sama, jo je k ustvarjanju spodbujal tudi Percy Shelley: »Moj mož je bil od vsega začetka željan, da bi se izkazala in kot moji starši pridobila literarni ugled ter se vpisala med slavne pisce. Neprestano me je spodbujal k ustvarjanju.« Literarni kritiki v njenih delih prepoznavajo precej avtobiografskih elementov. Tudi sama je priznala, da ponekod uporablja like iz resničnega življenja (npr. v romanu Zadnji človek (The Last Man), kjer opisuje življenje v Italiji).
Mary Shelley je uporabljala različne romaneskne oblike: po vzoru romanov svojega očeta je razmišljala o Rousseaujevi ideji o protislovnih odnosih med posameznikom in družbo, v slogu novega zgodovinskega romana Walterja Scotta je uvajala ženske like, ki niso bili del zgodovinskih zapisov, in komentirala odnose med spoloma, v nekatera dela pa je dodala atmosfero gotskega romana. V delih se večinoma zavzema za prijateljstvo, družinsko življenje in enakost ter s temi vrednotami izpostavi žensko alternativo moški uničujoči politiki moči. Prepričana je, da bo brez »ženske naklonjenosti in sočutja« v družini civilna družba propadla. Mary Shelley je bila "globoko zavezana etiki sodelovanja, medsebojni odvisnosti in samožrtvovanju". Verjela je, da lahko enakopravno izobraževanje moških in žensk prinese socialno pravičnost ter duhovno in intelektualno moč za soočanje z izzivi, ki jih prinaša življenje.

#### Potopisi
Mary Shelley je po zgledu svoje matere Mary Wollstonecraft pisala tudi potopisna dela, v katerih pa ne opisuje le pokrajine in osebnih doživetij, temveč predvsem politično krajino, kulturo in ljudi (zagovarja napredne ideje proti monarhiji, razrednemu razlikovanju, suženjstvu, vojni). Gre za filozofsko in reformistično perspektivo, ki ni tako običajna za potopise. Zanjo je vzpostavljanje naklonjenih povezav med ljudmi prava pot, kako zgraditi civilno družbo in povečati znanje, ker »znanje razsvetli in nas osvobodi predsodkov, smisel potovanja pa je krepiti sočutje s soljudmi«. V delu History of a Six Weeks' Tour (1817) opisuje svoje prvo potovanje z možem Percyjem po Franciji, potovanje z odraslim sinom po Evropi pa predstavi v delu Rambles in Germany and Italy in 1840, 1842 and 1843.

#### Biografije
Med letoma 1832 in 1839 je napisala več biografij pomembnih italijanskih, španskih, portugalskih in francoskih moških in nekaj žensk za zbirko Lives of the Most Eminent Literary and Scientific Men (ur. Dionysius Lardner). Ta dela so bila iztrgana iz pozabe z literarnimi študijami in s ponovno objavo leta 2002. Razkrivajo avtoričino raziskovanje, dar za biografsko pripoved in »zanimanje za nastajajoče oblike feminističnega zgodovinopisja«. Shelleyjeva je menila, da so biografije pravzaprav »šole, ki učijo filozofijo zgodovine«. Za razliko od njenih romanov, ki so večinoma izšli v nekaj sto izvodih, so dela v zbirki Lives izhajala v nakladi okoli 4000 izvodov. Po mnenju nekaterih kritikov je »prek biografij posredovala družbeno agendo ženskega zgodovinopisja.«

#### Urejanje
Mary Shelley se je kmalu po moževi smrti odločila, da bo napisala njegovo biografijo, a ji je to prepovedal tast Sir Timothy Shelley. Ker je želela čim širšo javnost seznaniti z življenjem in ustvarjanjem pesnika Shelleyja, je v njegove pesniške zbirke, ki jih je urejala, tovrstno vsebino pogosto dodala kot komentarje in razmišljanja. Njeno urejanje in promoviranje moževega dela (pesmi, eseji, pisma, prevodi, fragmenti) je pripomoglo, da ga je literarna stroka vpisala med kanonizirane pisce. Čeprav so jo k uredniškemu delu spodbudila osebna čustva in so ji nekateri sodobniki očitali pristranskost, se je izkazala kot strokovna in znanstvena urednica. Njeni zapisi so bili ključni vir za preučevanje Shelleyjevega dela.